# Кулишев, Яков Сергеевич
Яков Сергеевич Кулишев (23 апреля 1913, Меньшиково, Калужская губерния — 16 января 1945, Жирардув, Генерал-губернаторство, в наградных документах и списках погибших Кулешов) — гвардии лейтенант Рабоче-крестьянской Красной Армии, участник Великой Отечественной войны, Герой Советского Союза (1945).

## Биография
Яков Кулишев родился 23 апреля 1913 года в рабочей семье в деревне Меньшиково Титовской волости Лихвинского уезда Калужской губернии, ныне деревня входит в Октябрьский сельсовет Ферзиковского района Калужской области.
В 1921 году его родители Сергей Степанович и Агриппина Яковлевна решили переехать в село Юдино Петуховской волости Ишимского уезда Тюменской губернии (ныне город Петухово Курганской области).
В 1928 году Яков окончил школу-семилетку и принят на работу на Петуховский стрелочный завод. Был учеником слесаря, работал на токарном станке, вступил в ВЛКСМ. Вместе с другими передовиками Яков был направлен на строящийся Челябинский тракторный завод, где окончил курсы шофёров. После коллективизации в сельском хозяйстве был переведён токарем в Петуховскую МТС (машинно-тракторную станцию).
В 1935—1937 годах Кулишев проходил службу в танковых частях Рабоче-крестьянской Красной Армии. Демобилизовавшись, работал на Петуховском птицекомбинате. Не женат.
В июне 1941 года повторно был призван в армию. Воевал механиком-водителем танка Т-34 на Карельском фронте (Ухтинское направление). В 1942 году Кулишев окончил Горьковское танковое училище. 
С июля 1942 года на фронте. С 1 апреля по 16 июня 1944 года воевал на 2-м Украинском фронте. С 20 июня 1944 воевал на 1-м Белорусском фронте, ранен легко 26 сентября 1944 года. К январю 1945 года беспартийный гвардии лейтенант Яков Кулишев командовал взводом танков Т-34 1-го танкового батальона 47-й гвардейской танковой бригады 9-го гвардейского танкового корпуса 2-й гвардейской танковой армии 1-го Белорусского фронта. Отличился во время освобождения Польши.
47-я гвардейская танковая бригада была введена в прорыв и к 2:00 16 января 1945 года овладела городом Груйец (Груец), к 8:00 сходу овладела городом Мщонув, к 17:00 16 января 1945 года в результате обходного манёвра овладела городом Жирардув и к 18:00 17 января 1945 года вышла к окраинам города Сохачев. Взвод Кулишева неоднократно отличался в боях под Груецем и Мщонувом, уничтожив в общей сложности 4 артиллерийских орудия, 5 самоходных артиллерийских установок, 15 автомашин, 25 повозок, 12 огневых точек, более 200 вражеских солдат и офицеров.
16 января 1945 года танк Кулишева был подбит на западной окраине города Жирардув гимны Жирардув-Вискитки (пол. Gmina Żyrardów-Wiskitki) Сохачевского повята дистрикта Варшава Области Государственных Интересов Германии, ныне город — административный центр Жирардувского повята Мазовецкого воеводства Республики Польша. Яков Сергеевич под вражеским обстрелом чинил его, но был ранен вражеским автоматчиком. Несмотря на полученное тяжёлое ранение, он продолжал руководить действиями своего взвода и ремонтом танка, погибнув. Похоронен в городе  Мщонуве, ныне того же повята и воеводства. 
Указом Президиума Верховного Совета СССР от 31 мая 1945 года за «образцовое выполнение боевых заданий командования на фронте борьбы с немецкими захватчиками и проявленные при этом мужество и героизм» гвардии лейтенант Яков Сергеевич Кулешов посмертно был удостоен высокого звания Героя Советского Союза
Перезахоронен в 1989 году в городе Жирардуве, ныне Мазовецкого воеводства Республики Польша.

## Награды
- Герой Советского Союза, 31 мая 1945 года[4]:
  - Орден Ленина
  - Медаль «Золотая Звезда»
- Орден Отечественной войны I степени, 13 февраля 1945 года, посмертно[5].
- Орден Красной Звезды, 21 декабря 1944 года[6].

## Память
- В честь Кулишева названа улица в Петухово[3].
- Постановлением Совета Министров РСФСР № 3 381 от 2 ноября 1967 года средней общеобразовательной трудовой политехнической школе г. Петухово присвоено имя Героя Советского Союза, выпускника 1928 года Якова Сергеевича Кулишева.
- Мемориальная доска в Петуховской средней школе № 1, где учился, установлена 8 сентября 2015 года[7].
- Избирательный участок № 724 имени Героя Советского Союза Я.С. Кулишева, открыт в Петуховской средней общеобразовательной школе № 1 24 февраля 2012 года[8].